# ホフマン転位
ホフマン転位（ホフマンてんい、英語: Hofmann rearrangement）は、カルボン酸アミドを臭素のアルカリ水溶液で処理すると、炭素数が1個減少したアミンが得られる転位反応のことである。1871年にアウグスト・ヴィルヘルム・フォン・ホフマンによって報告された。
反応は以下のような機構によって進行する。
1. カルボン酸アミドの窒素上の水素の1つが臭素に置換される。
2. 窒素上に残っているプロトンが脱離してN-ブロモアミダートとなる。
3. カルボニル基に結合している置換基が窒素上へ転位すると同時に臭素が脱離しイソシアン酸エステルとなる。
4. イソシアン酸エステルに水が付加してカルバミン酸となる。
5. カルバミン酸が脱炭酸反応してアミンを生成する。

溶媒としてアルカリ水溶液の代わりにナトリウムメトキシドのメタノール溶液を使用した場合、反応中間体のイソシアン酸エステルにメタノールが付加してウレタンが得られる。転位する置換基の立体配置は保持で進行する。かつては転位反応の段階は先に臭素が脱離して1価の窒素を含む化学種であるニトレンが生成してから置換基が窒素上に転位するものと考えられていたが、副生成物や計算化学による知見から臭素の脱離と置換基の転位は同時に進行する協奏的反応との考えが主流である。
カルボン酸誘導体を炭素数が1つ少ないアミンに変換する類似の反応としてクルチウス転位やシュミット転位、ロッセン転位といった反応が知られている。ホフマン転位は強アルカリ条件のため合成手法としてはクルチウス転位に比べて収率的に劣ることが多いため、合成にはクルチウス転位の方が通常は使用される。